# Zhou posterior

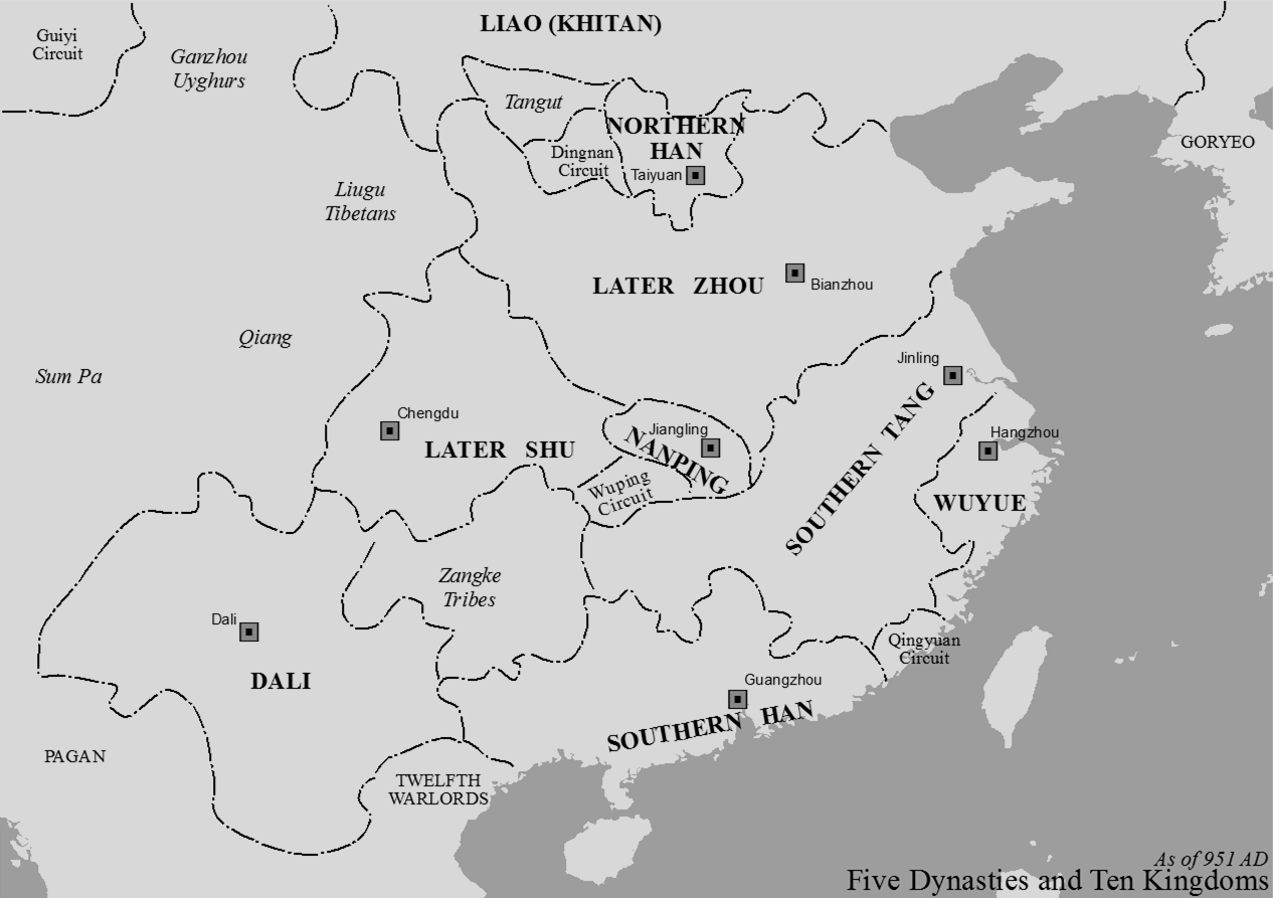
Território do Zhou Posterior

Zhou, conhecido como Zhou Posterior, ([dʒoʊ]; chinês tradicional: 後周, chinês simplificado: 后周, pinyin: Hòu Zhōu) em historiografia, foi uma dinastia imperial chinesa que não durou muito tempo e a última das Cinco Dinastias que controlaram a maior parte do norte da China durante o período das Cinco Dinastias e dos Dez Reinos . Fundada por Guo Wei (Imperador Taizu), foi precedida pela Dinastia Han Posterior e sucedida pela Dinastia Song do Norte.

## Fundação da dinastia
Guo Wei, um chinês Han, serviu como Comissário Militar Assistente na corte do Han Posterior, um regime governado pelos turcos Shatuo . Liu Chengyou ascendeu ao trono da Dinastia Han Posterior em 948, após a morte do imperador Gaozu, quem fundou o governo. Guo Wei liderou um golpe contra o jovem imperador, bem sucedido declarou-se imperador do novo Zhou Posterior no Ano Novo de 951.

## Governantes

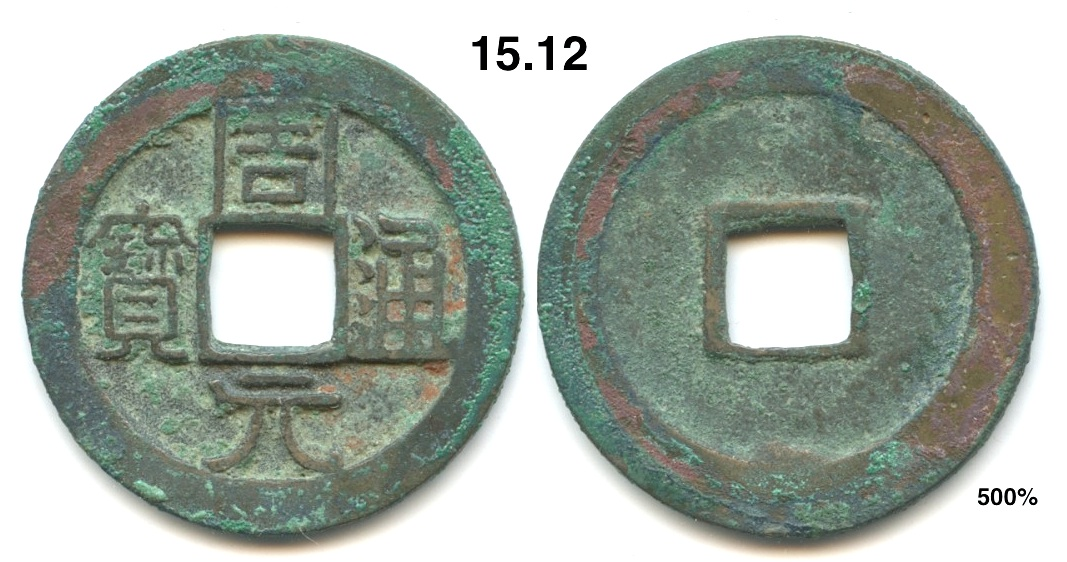
Uma moeda de dinheiro Zhouyuan Tongbao (周元通寶).

| Nomes de templos ( Miao Hao廟號) | Nomes póstumos ( Shi Hao諡號)                                        | Nomes pessoais | Período de reinados | Nomes de eras ( Nian Hao年號) e seus respectivos intervalos de anos |
| -------------------------------- | -------------------------------------------------------------------- | -------------- | ------------------- | ------------------------------------------------------------------- |
| Taizŭ (太祖)                     | Muito tedioso, portanto, não é usado para se referir a este soberano | 郭威 Guō Weī   | 951–954             | Guǎngshun (廣順) 951–954 Xiǎndé (顯德) 954                          |
| Shìzong (世宗)                   | Muito tedioso, portanto, não é usado para se referir a este soberano | Chái Róng      | 954–959             | Xiǎndé (顯德) 954–959                                               |
| Não existia                      | Gōngdì (恭帝)                                                        | Chái Zōngxùn   | 959–960             | Xiǎndé (顯德) 959–960                                               |